# Mārtiņš Freimanis
Mārtiņš Freimanis (7. februar 1977 i Liepāja i Lettiske SSR – 27. januar 2011 i Riga i Letland) var en lettisk komponist, musiker og sanger, som repræsenterede Letland ved Eurovision Song Contest 2003 som del af gruppen F.L.Y., med sangen "Hello from Mars". I 2005 var han komponisten bag Letlands bidrag "The war is not over".